# Хмельнов, Игорь Николаевич
Игорь Николаевич Хмельнов (31 января 1945, Улан-Удэ, Бурятская АССР, РСФСР, СССР — 26 июля 2023) — советский и российский военачальник, адмирал (1994).

## Биография
Окончил 7 классов школы в Улан-Удэ в 1959 году. Работал на Улан-Удэнском авиационном заводе (клепальщик, технолог, инженер-конструктор), одновременно окончил вечернее отделение машиностроительного техникума.
В ВМФ СССР с 1964 года. Окончил Тихоокеанское высшее военно-морское училище имени С. О. Макарова (1969), Высшие специальные офицерские классы ВМФ (1973), Военно-морскую академию имени Маршала Советского Союза А. А. Гречко (1981), Высшие академические курсы при Военной академии Генерального штаба Вооружённых Сил в 1996 году.
С 1969 года проходил службу на Северном флоте (СФ): командиром БЧ-1 эскадренного миноносца «Отменный» (1969—1972), старшим помощником командира эскадренного миноносца «Окрыленный» (1973—1975), командиром гвардейского большого противолодочного корабля «Гремящий», командиром сторожевого корабля «Громкий» (1976—1979), начальником штаба бригады ракетных кораблей СФ (1981—1984), командиром 56-й бригады эскадренных миноносцев СФ (25 августа 1984 — 15 декабря 1987), начальником штаба 7-й оперативной эскадры Северного флота (15 декабря 1987 — 12 января 1989).
С 12 января 1989 по 1 июня 1993 года — командующим 10-й оперативной эскадры Тихоокеанского флота, с 1 июня 1993 по май 1994 года — первый заместитель командующего Тихоокеанским флотом. С мая 1994 года являлся исполняющим обязанности командующего Тихоокеанским флотом, 4 августа 1995 был утверждён в должности командующего Тихоокеанским флотом. С 23 февраля 1996 — начальник Главного штаба ВМФ — 1-й заместитель Главнокомандующего ВМФ. С 29 апреля 1997 года находился в распоряжении Министра обороны Российской Федерации.
Был снят с должности в связи с возбуждением против него уголовного дела. Обвинялся в совершении преступлений, предусмотренных статьями 285 (превышение должностных полномочий), 147 (мошенничество в крупных размерах) и 175 (должностной подлог) Уголовного Кодекса Российской Федерации. В декабре 1997 года военным судом Тихоокеанского флота приговорён к 4 годам лишения свободы условно за злоупотребление служебным положением (из 17 эпизодов преступной деятельности, по которым следствие предъявило ему обвинение, по 13-ти был судом оправдан). Виновным себя не признал.
В декабре 1998 года уволен в запас.
Контр-адмирал (1989), вице-адмирал (19 апреля 1993), адмирал (1 августа 1994). За время службы совершил несколько дальних походов в Атлантический океан, Средиземное море, Красное море.
После увольнения в отставку работал в бизнесе: в 1999—2010 годах являлся заместителем генерального директора страховых компаний «Военно-страховая компания», «МАКС», «Оранта». С 2007 года — заместитель генерального директора ОАО "ЦПКП «Оборонпромкомплекс», с 2010 года — председатель совета директоров транснационального межотраслевого научно-производственного холдинга «Промтрансинвест». Также активно занимался общественной деятельностью. С 2010 года являлся Председателем Координационного совета Общероссийской общественной организации ветеранов Вооружённых Сил по ВМФ. Являлся на общественных началах помощником Главнокомандующего ВМФ по работе с ветеранами.
Член Президиума и председатель Морской секции Академии военных наук. Автор книг и публикаций как на военно-историческую тематику, так и о современном состоянии ВМФ, которое на момент написания этих книг (между 2000 и 2010 годами) он оценивал как катастрофическое.
Выполнял поручения Министра обороны Российской Федерации в Сирийской Арабской Республике (2016, 2017).
Награждён орденами Красной Звезды (1990), «За военные заслуги» (1995), медалью «За боевые заслуги» (1982), многими другими медалями и общественными наградами.
Скончался 26 июля 2023 года на 79-м году жизни. Похоронен на «Аллее адмиралов» Троекуровского кладбища Москвы.

## Сочинения
- Хмельнов И. Н. Российский флот. Доблесть и нищета: Записки адмирала. — М.: АСТ-Пресс Книга, 2003. — 652 с.; ISBN 5-462-00010-3.
- Хмельнов И. Н. Российский Флот у бездны на краю. — Екатеринбург: Уральский рабочий, 2008. — 506 с.; ISBN 978-5-85383-411-8.
- Хмельнов И. Н., Чухраев Э. М. Бунтующий флот России: от Екатерины II до Брежнева. — М.: Вече, 2015. — 381 с. — (Морская летопись).; ISBN 978-5-4444-3575-5.
- Хмельнов И. Н., Турмов Г. П., Илларионов Г. Ю. Надводные корабли России: история и современность. В 2 кн. — Владивосток: Уссури, 1996.
- Хмельнов И. Н., Чухраев Э. М., Затула В. П. и др. Тихоокеанская эскадра. — М.: Оружие и технологии, 2017. — 415 с.; ISBN 978-5-93799-068-6.
- Хмельнов И. Н., Чухраев Э. М. Петр Великий и Военно-Морской флот России. — М.: МОО «Марс—Меркурий», 2022. — 511 с.; ISBN 978-5-88070-385-2.